# Gibraltarská zátoka

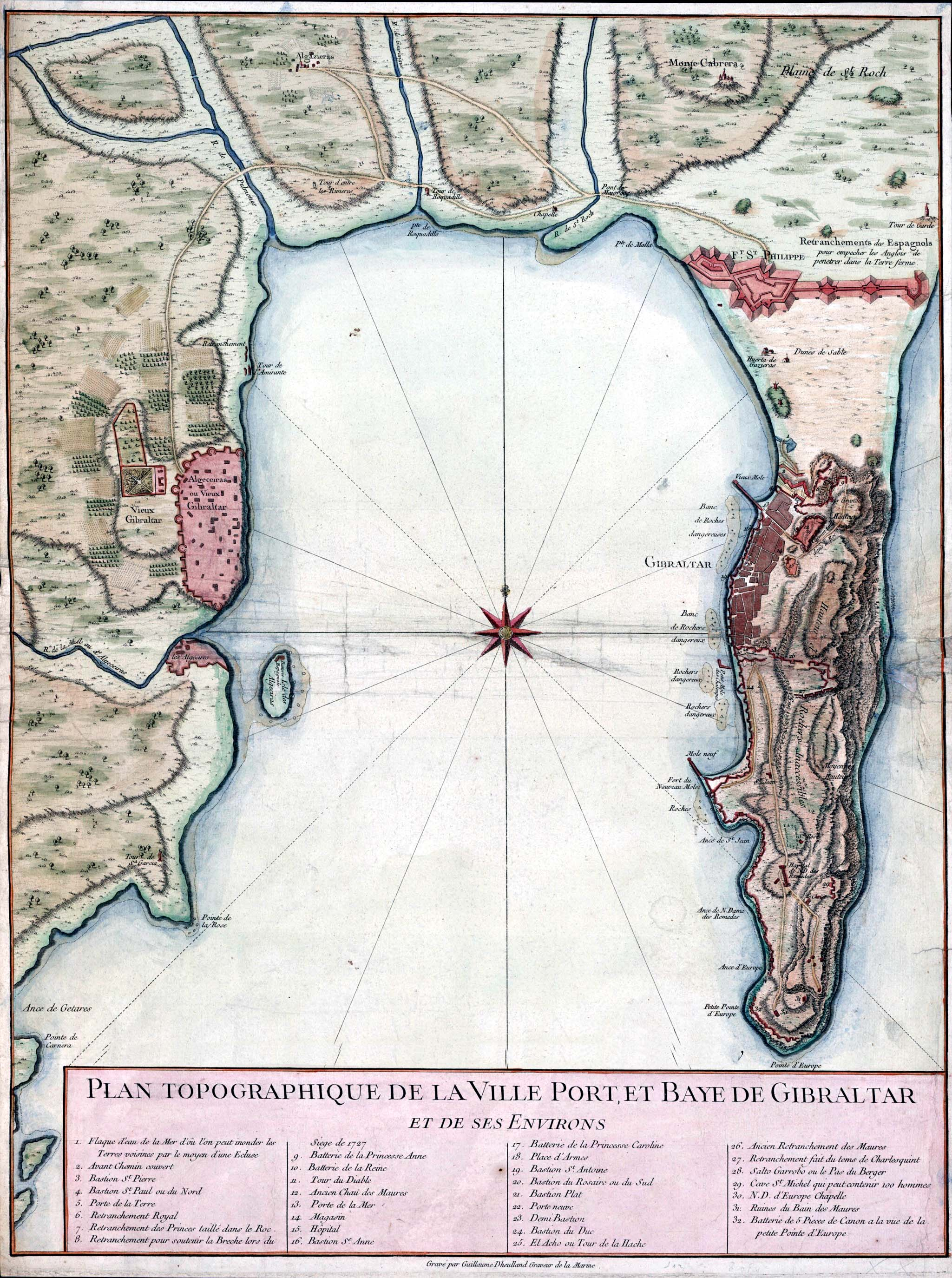
Plánek zátoky z roku 1750

Gibraltarská zátoka (podle anglického Gibraltar Bay), zvaná též Algeciraská zátoka (podle španělského Bahía de Algeciras) je zátoka u jižního konce Pyrenejského poloostrova, která sousedí s Gibraltarem a na jihu je spojena s Gibraltarským průlivem a tím i se Středozemním mořem.
Zátoka je přibližně deset kilometrů dlouhá a osm kilometrů široká, má rozlohu přibližně 75 kilometrů čtverečních. Největší hloubka v zátoce je 400 metrů.
Zátoka je již po tisíciletí využívána jako přístav. Pro svou strategickou významnost se v minulosti stala místem řady námořních bitev i rozličných neštěstí a katastrof.

## Historie
Za osmdesátileté války zde 25. dubna 1607 Nizozemci zaskočili a rozdrtili zakotvenou španělskou flotu.
17. března 1891 se zde po srážce se zakotvenou bitevní lodí potopil zaoceánský parník SS Utopia, zahynulo 564 lidí.